# Conflito de La Pedrera
O conflito de La Pedrera, também conhecido como incursão de La Pedrera ou conflito peruano-colombiano de 1911, foi um conjunto de escaramuças no rio Caquetá que ocorreram em 1911 entre a Colômbia e o Peru pela posse territorial de uma área muito extensa da selva amazônica.

## Incursões

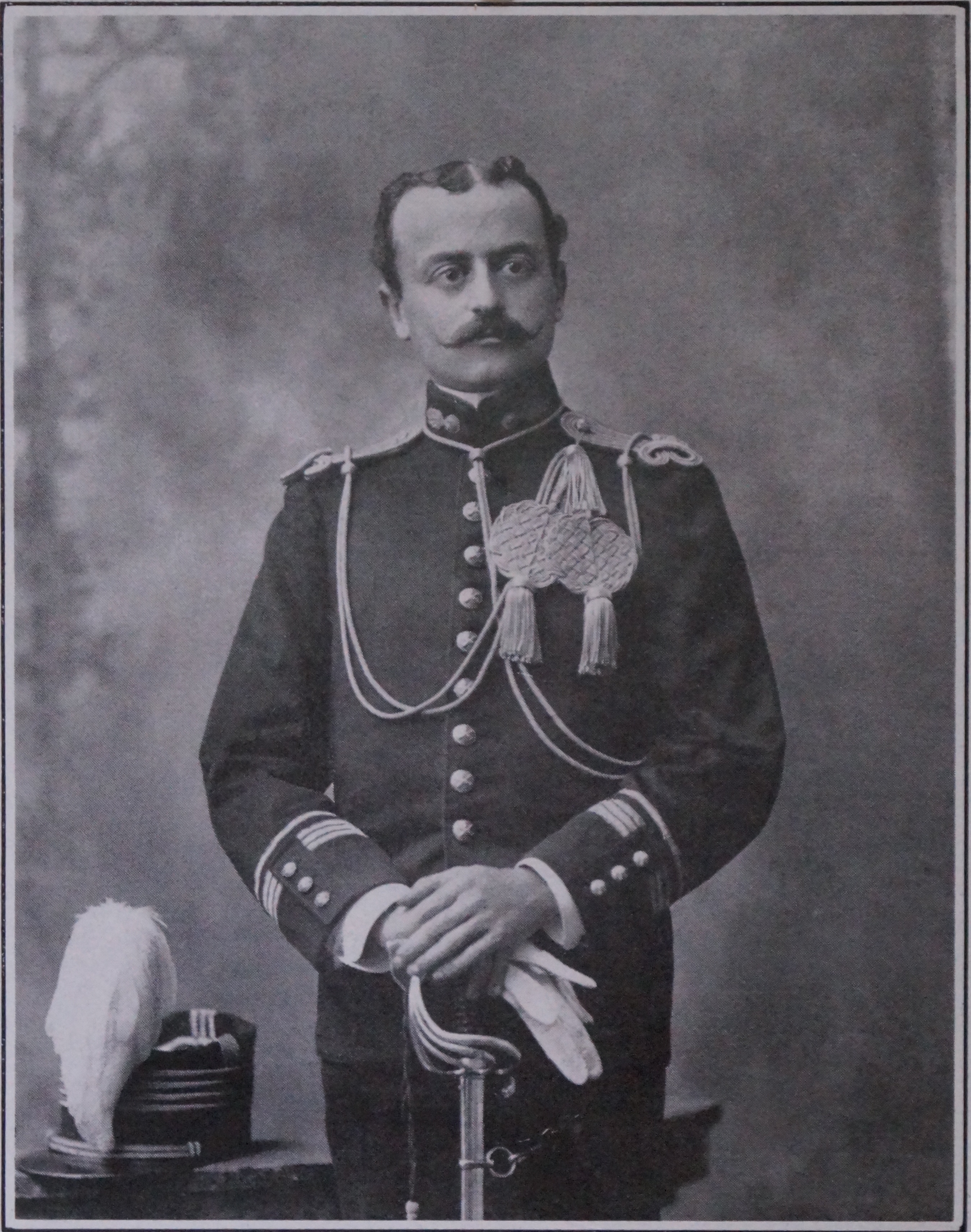
Óscar Raimundo Benavides, militar peruano que comandou as forças peruanas no conflito de La Pedrera.

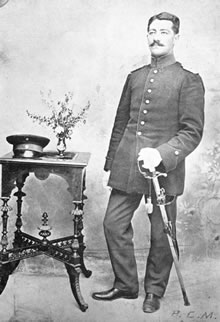
O general colombiano José Isaías Gamboa.

Com efeito, em 10 de julho de 1911, ocorreu um confronto entre colombianos e peruanos. As versões da Colômbia e do Peru sobre quem iniciou as hostilidades apenas coincidem nas datas em que ocorreram os incidentes.

### Versão colombiana
Segundo a versão colombiana, o confronto foi desencadeado quando as tropas peruanas iniciaram a invasão do território colombiano sob a responsabilidade do General Gamboa.
No dia 10 de julho, quatro canhoneiras peruanas chegaram a La Pedrera, com aproximadamente 500 homens, enquanto o General Gamboa tinha apenas 63 no comando.
O tenente-coronel Óscar Raimundo Benavides, que estava no comando das tropas peruanas, enviou comunicado ao segundo-tenente Alberto Bergerie, solicitando-lhe que abandonasse a margem direita do rio Caquetá.
O General Gamboa nomeou o médico praticante José Vicente Garcés para levar a sua resposta ao tenente-coronel Benavides, na qual argumentou que aquela parte pertencia à Colômbia e que não a abandonariam. Acrescentou que ali se localizava a alfândega colombiana e que apenas obedeciam às ordens do governo colombiano.
Para o tenente-coronel Benavides, a resposta do general Gamboa significava que as ações psicológicas que desenvolveu não foram totalmente eficazes, pois os colombianos não só não se renderam como foram desafiadores, embora não tenha descartado que se tratasse de uma manobra para dar lugar a uma resistência simbólica e muito breve, após a qual o combate poderia terminar com honra por parte dos colombianos sem grandes danos a ambos os lados. Portanto, após tomar conhecimento do conteúdo da carta, ele conversou com o Garcés contando-lhe:
Ignorando a petição apresentada pelo tenente-coronel Benavides, o general Gamboa planejou a defesa com os poucos homens que lhe restavam. Isto consistiu em estabelecer três anéis de segurança: no primeiro colocou os homens mais saudáveis, depois os que estavam em cuidados intermediários e por último os moribundos. Essa estratégia funcionou nos dois primeiros dias de confronto, conseguindo manter seu batalhão ileso, porém, estava consciente e realista da situação. Doente como estava naqueles dias, ordenou uma retirada. Apesar das péssimas condições e dos poucos recursos com que foi enviado, encontrou uma maneira de sobreviver com seus homens contra o poderio das tropas peruanas e conseguiu retirar-se no momento adequado, quando nada mais poderia ser feito, refugiando-se com os poucos sobreviventes em uma localidade brasileira.
Os reforços nunca chegaram porque o governo colombiano não os enviou a tempo, como o reduzido contingente sob as ordens do General Carlos Neira, que entrou no rio Amazonas pelo Mar do Caribe e chegou a Manaus em 16 de julho de 1911, tarde demais para apoiar o General Gamboa.
O General Gamboa foi julgado por abandonar a batalha, sem medir o esforço que teve que fazer.

### Versão peruana

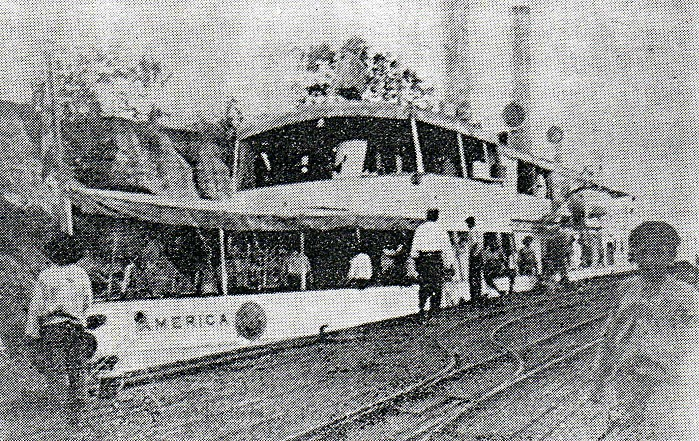
O navio a vapor América fotografado em Iquitos em julho de 1911.

Segundo a versão peruana, no início de 1911 o governo do Peru recebeu a notícia de que forças do exército colombiano, sem qualquer justificativa, ocupavam há algum tempo parte do território peruano localizado próximo à fronteira, delimitada pelo rio Caquetá. Estas tropas, depois de terem sido notificadas, recusaram-se a abandonar pacificamente a área ocupada, talvez acreditando que esta posse temporária se tornaria permanente.
Como consequência, o governo peruano ordenou a saída da canhoneira América comandada pelo primeiro-tenente Manuel Clavero, com a dupla missão de realizar uma investigação sobre esta situação e, caso se verificasse a veracidade das informações recebidas, executar a desocupação do território ilegalmente ocupado pelas forças colombianas. A ordem era deixar uma guarnição militar peruana na área após expulsar os ocupantes.
Foi assim que a canhoneira América zarpou junto com os barcos Loreto, Estefita e Tarapoto, para formar um comboio e cumprir a sua missão. O Tarapoto foi designado como navio-hospital. As tropas do exército eram comandadas pelo tenente-coronel Óscar Raimundo Benavides, que era o mais destacado comandante militar do comboio.
No dia 10 de julho de 1911, nas primeiras horas da manhã, o comboio chegou, após ter atravessado o rio Caquetá, próximo à área chamada La Pedrera. Assim,  os oficiais peruanos puderam comprovar a veracidade da informação, verificando a presença de soldados colombianos no local.
A versão oficial do Exército Peruano indica que o efetivo era de 341 homens, dos quais 101 tripulantes da flotilha e 240 oficiais e tropas do Batalhão de Infantaria n.º 9 organizados em três companhias de fuzileiros, uma seção de metralhadoras e a banda de músicos. Enquanto a força colombiana era composta por 160 soldados e 101 gendarmes, além de um contingente de mais de uma centena de uitotos  e uruhuaris.
Na sequência de um ultimato do chefe das operações militares peruanas, o ataque iniciaria a partir das embarcações, tendo como navio-almirante a canhoneira América, cujo comandante era o primeiro-tenente Manuel Clavero.
Após enfraquecer a defesa colombiana com os constantes disparos das forças peruanas a partir dos navios e após várias tentativas fracassadas de desembarque, no terceiro dia de combate, em 12 de julho, não sem grandes dificuldades devido à geografia, finalmente a infantaria peruana aterrou e ocorre a incursão que foi exitosa fazendo com que “a guarnição colombiana fugisse, abandonando materiais e equipamentos”.
Na contagem final de baixas aparecem o tenente César Pinglo, o segundo-tenente Alberto Bergerie e onze efetivos da tropa. Alguns prisioneiros foram capturados e a bandeira peruana hasteada, o governo colombiano “concordou em deter a expedição do general Carlos Neira em Manaus”. Após o combate vitorioso, as forças peruanas sob o comando do Tenente Coronel Benavides, gravemente dizimadas pelas enfermidades da região (como o beribéri e a febre amarela), no dia 20 de outubro abandonaram completamente a guarnição de La Pedrera por decisão do governo de Leguía, o que daria origem a uma nova ocupação colombiana em todo o setor do rio Caquetá.

## Consequências
Em 19 de julho de 1911, uma semana após os confrontos em La Pedrera, o ministro plenipotenciário peruano Ernesto de Tezanos Pinto e o Ministro das Relações Exteriores colombiano Enrique Olaya Herrera assinaram o Convênio Tezanos Pinto-Olaya Herrera em Bogotá. No acordo, a Colômbia se comprometeu a não aumentar o contingente localizado em Puerto Córdoba e a não atacar as posições peruanas localizadas entre Putumayo e Caquetá. Ao mesmo tempo, as tropas peruanas foram forçadas a abandonar La Pedrera e devolver os troféus de guerra capturados aos colombianos.
Na Colômbia, a casa do embaixador peruano foi apedrejada em 4 de outubro, com escaramuças e protestos subsequentes nos dias seguintes entre ambas as partes. Por outro lado, as forças peruanas sofreram uma feroz epidemia de beribéri e febre amarela que as fez perder até 30 homens por dia. Isto também provocou uma reação da opinião pública peruana que exigia a permanência de seus homens em território considerado legitimamente peruano. Em 16 de outubro, as tropas peruanas se retiraram de La Pedrera.
No Putumayo em 1911 não havia presença colombiana e o Peru controlava ambas as margens, onde havia cidades como Tarapacá, Puerto Arica e Tacna. No que diz respeito à presença da Colômbia nestas áreas, só ocorre depois de 1930 com a ratificação do Tratado Salomón-Lozano, a Colômbia retirou-se da posição que defendia e ambos os lados foram dizimados por doenças da selva. O conflito é pouco lembrado em ambos os países. Posteriormente foi assinada a paz entre ambas as nações, ratificando o Tratado Salomón-Lozano de 1922.